# Badminton aux Jeux européens
Le badminton fait partie du programme des Jeux européens dès la première édition de 2015 qui s'est déroulée à Bakou, en Azerbaïdjan. En tant que sport fondateur des Jeux européens, l'épreuve remplace et fait office de Championnats d'Europe les années où les Jeux européens se tiennent.

## Palmarès
| Édition        | Lieu   | Simple messieurs | Simple dames         | Double messieurs                         | Double dames                             | Double mixte                        |
| -------------- | ------ | ---------------- | -------------------- | ---------------------------------------- | ---------------------------------------- | ----------------------------------- |
| 2015 (détails) | Bakou  | Pablo Abián (en) | Line Kjærsfeldt (en) | Mathias Boe Carsten Mogensen             | Gabriela Stoeva (en) Stefani Stoeva (en) | Niclas Nøhr (en) Sara Thygesen (en) |
| 2019 (détails) | Minsk  | Anders Antonsen  | Mia Blichfeldt (en)  | Marcus Ellis Chris Langridge             | Selena Piek (en) Cheryl Seinen           | Marcus Ellis Lauren Smith           |
| 2023 (détails) | Tarnów | Viktor Axelsen   | Carolina Marín       | Kim Astrup Anders Skaarup Rasmussen (en) | Gabriela Stoeva Stefani Stoeva           | Robin Tabeling (en) Selena Piek     |

## Tableau des médailles
Le tableau ci-dessous présente le bilan par nations des médailles obtenues après les Jeux européens de 2023. Le rang est obtenu par le décompte des médailles d'or, puis en cas d'égalité, des médailles d'argent, puis de bronze.
| Rang  | Nation          | Or | Argent | Bronze | Total |
| ----- | --------------- | -- | ------ | ------ | ----- |
| 1     | Danemark        | 7  | 3      | 3      | 13    |
| 2     | Grande-Bretagne | 2  | 4      | 3      | 9     |
| 3     | Pays-Bas        | 2  | 1      | 1      | 3     |
| 4     | Bulgarie        | 2  | 0      | 1      | 3     |
| 4     | Espagne         | 2  | 0      | 1      | 3     |
| 6     | France          | 0  | 4      | 5      | 9     |
| 7     | Russie          | 0  | 2      | 3      | 5     |
| 8     | Belgique        | 0  | 1      | 0      | 1     |
| 9     | Allemagne       | 0  | 0      | 4      | 4     |
| 10    | Irlande         | 0  | 0      | 3      | 3     |
| 11    | Israël          | 0  | 0      | 2      | 2     |
| 12    | Estonie         | 0  | 0      | 1      | 1     |
| 12    | Lituanie        | 0  | 0      | 1      | 1     |
| 12    | Suisse          | 0  | 0      | 1      | 1     |
| 12    | Turquie         | 0  | 0      | 1      | 1     |
| TOTAL | TOTAL           | 15 | 15     | 30     | 60    |